# Reichsstraße (Leipzig)
Die Reichsstraße in Leipzig ist eine Anliegerstraße in der nördlichen Innenstadt von Leipzig. Sie verläuft in Nord-Süd-Richtung leicht geschwungen zwischen Brühl und Grimmaischer Straße. Ihre Länge beträgt 354 Meter. Durch sie verlief einst die namensgebende alte Handelsstraße Via Imperii (Reichsstraße), die sich in Leipzig mit der Via Regia kreuzte. Die Straße, in der die Reichsstraße auf der anderen Seite der Kreuzung mit der Grimmaischen Straße ihre Fortsetzung in Richtung Süden findet, heißt Neumarkt.

## Geschichte
Bereits um 1100 wurde die Nordsüd-Fernhandelsstraße, die bis dahin durch die Hainstraße führte, in den Bereich der Reichsstraße verlegt. Die erste Namensnennung der Straße datiert auf 1421. 1578 ließ der Rat der Stadt am südwestlichen Ende der Straße durch den Baumeister Paul Widemann († 1568) die Fleischbänke errichten, die stark unterkellert waren und bis zum Naschmarkt reichten.
In der Frühen Neuzeit entstanden zahlreiche Renaissance- und Barockhäuser, meist mit den für den Messe-Handelsbetrieb vorgesehenen Durchgangshöfen zu den Nachbarstraßen. Beispiele sind Kochs Hof und Deutrichs Hof, aus denen später für den Fußgängerverkehr genutzte Passagen wurden. Im Norden der Straße in der Nähe zum Brühl etablierten sich Kürschnerei und Pelzhandel. 1896 kam der Neubau von Löhrs Hof hinzu, der als Durchgangshof den Übergang von der mittleren Reichsstraße zur Nikolaistraße bildete.
Mit dem Übergang zur Mustermesse zum Ende des 19. Jahrhunderts wurden in der Leipziger Innenstadt dafür erforderliche Messehäuser errichtet, wobei häufig kleinteiligere Grundstücke zu größeren Komplexen zusammengefasst wurden. An der Reichsstraße entstanden in ihrem südlichen Teil der Reichshof (1896–1899), der Handelshof (1908/1909) und Specks Hof (1909 und spätere Erweiterungen).

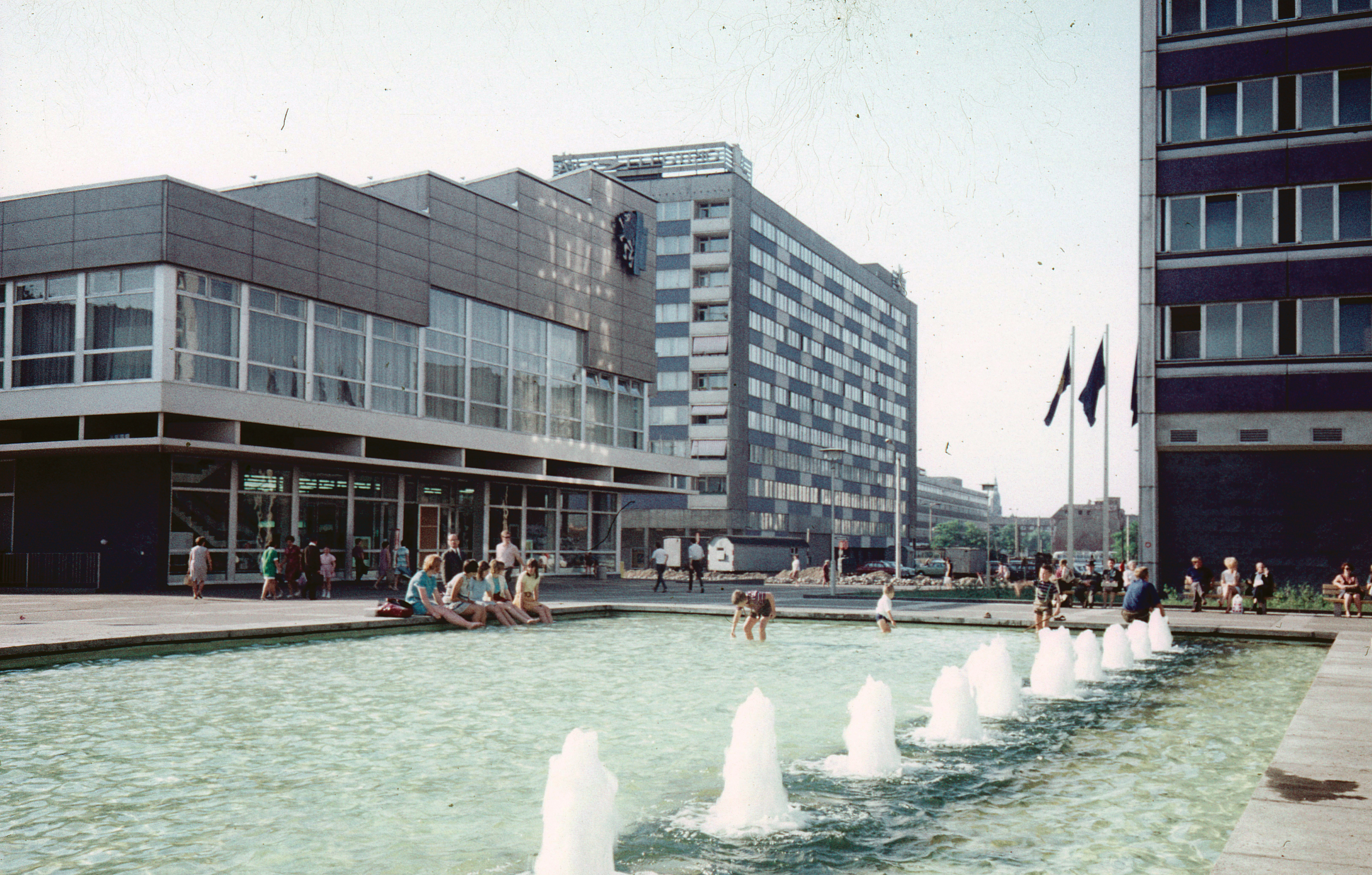
Nordende der Reichsstraße 1969 mit Leipzig-Information und Brühlpelz

Während im Zweiten Weltkrieg durch Bombenangriffe die Messehäuser schwer beschädigt wurden, wurden die Bauten am nördlichen Teil der Straße vollständig zerstört. Nach längerem Brachliegen entstand beim Neuaufbau Ende der 1960er Jahre westlich der Reichsstraße der großzügig angelegte Sachsenplatz, und die Reichsstraße wurde in diesem Teil aufgeweitet und als Fußgängerzone gestaltet mit Treppenstufen in ihrem Verlauf. Zuvor war zwischen Reichs- und Katharinenstraße ein sechsgeschossiger Wohnbau in Hofform errichtet worden, dem auf der Ostseite der Straße eine siebengeschossige Wohnzeile folgte, jeweils mit Geschäftsräumen im Erdgeschoss. Am nordwestlichen Ende der Reichsstraße stand nun das Informationszentrum der Stadt Leipzig (Leipzig-Information) mit seinem fächerartigen Dach, während seitdem in die Sichtachse der Straße von Osten das zehngeschossige Hochhaus Brühlpelz ragt.
Mit der Bebauung des Sachsenplatzes ab 1999 und seiner Aufhebung 2002 wurde auch die Reichsstraße wieder als durchgehende Straße gestaltet.

## Bebauung

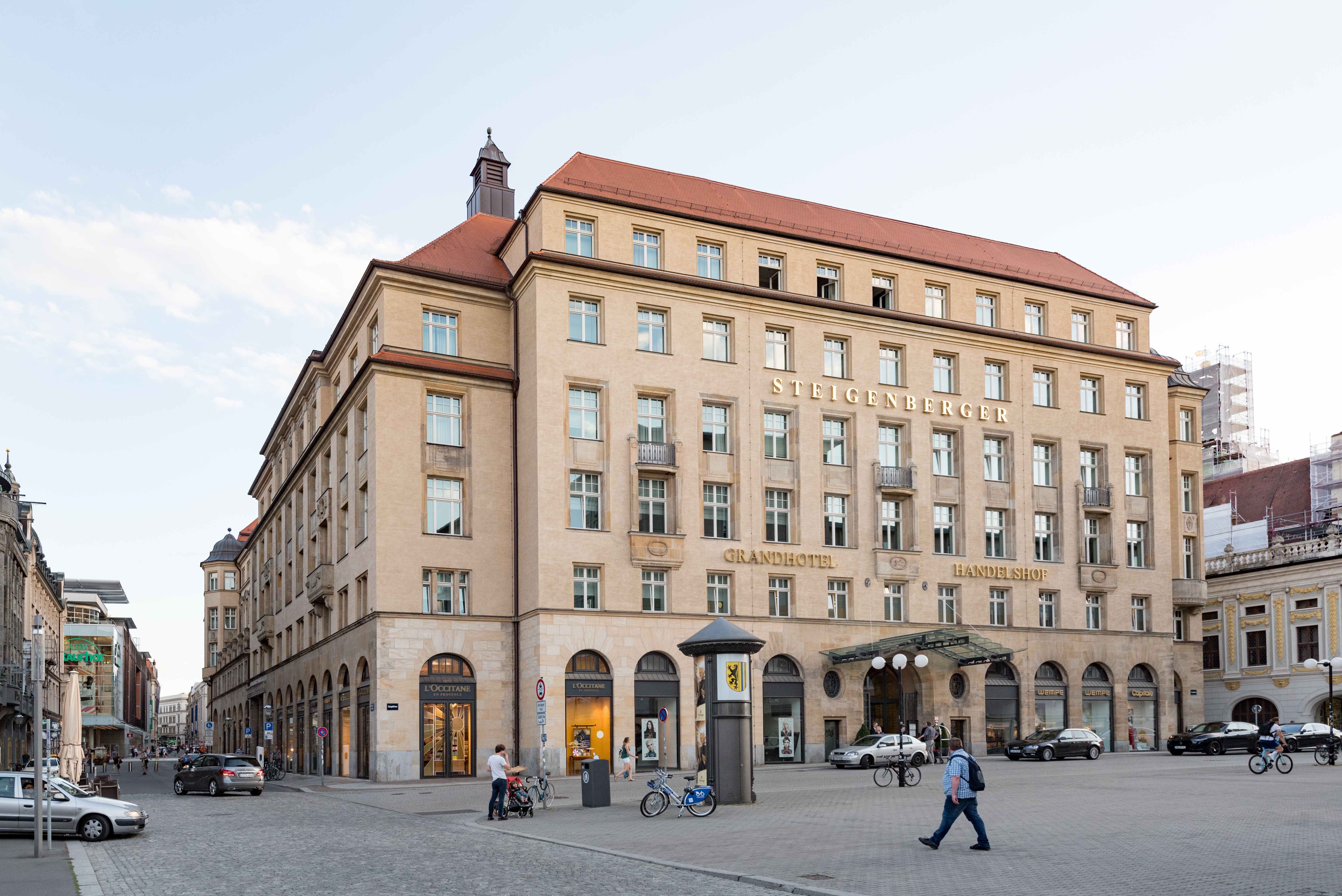
Das Steigenberger Grandhotel Handelshof (2018)

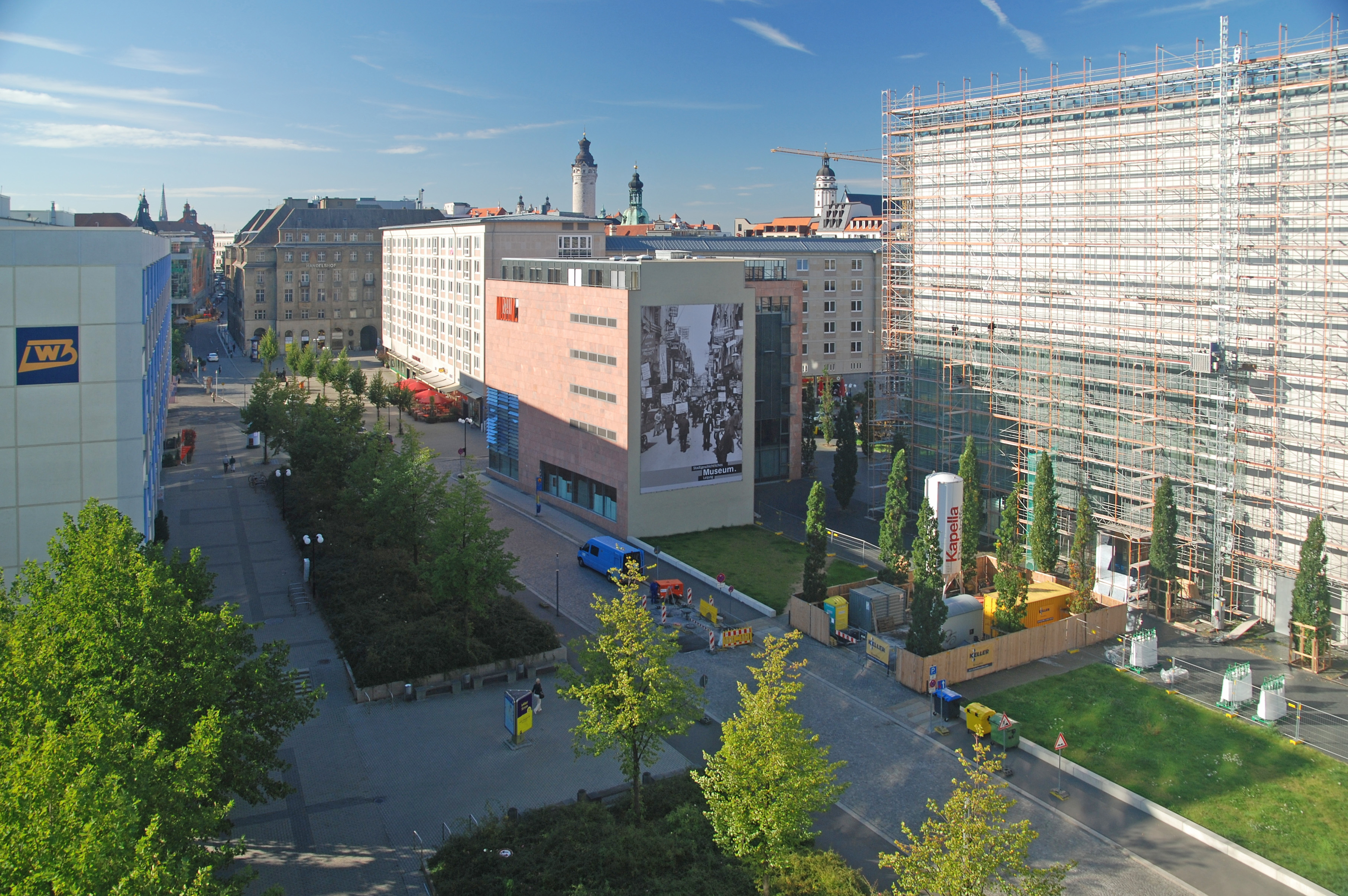
Die Reichsstraße mit erstem Einfassungswinkel des Bildermuseums (2007)

Die heutige Bebauung der Reichsstraße beginnt von Süden mit dem Steigenberger Grandhotel Leipzig, das 2011 im renovierten Handelshof eröffnet wurde. Der Reichshof gegenüber wird als Geschäftshaus genutzt, nachdem er während der DDR-Zeit ein Kaufhaus für die sowjetische Besatzungsmacht beherbergte. Nach Specks Hof folgt an der Ecke Schuhmachergäßchen das auffallend gestaltete Riquethaus. Es schmückt zwar die Reichsstraße, gehört aber per Adresse zum Schuhmachergäßchen. Der anschließende Parkplatz ist ein Teil des Grundstücks von Deutrichs Hof, der an der Reichsstraße im Krieg zwar schwer beschädigt, aber danach noch genutzt wurde, bis er 1968 abgerissen wurde. Nun folgen rechts und links die renovierten Wohnbauten.
Für das 2004 auf dem ehemaligen Sachsenplatz fertiggestellte Museum der bildenden Künste waren an den umgebenden Straßen winkelförmige Einfassungsbauten vorgesehen, deren Realisierung lange Zeit in Anspruch nahm. Zwar war schon 2004 der linksseitig auf das Böttchergäßchen folgende Ergänzungsbau des Stadtgeschichtlichen Museums mit der aus rotem Rochlitzer Porphyr bestehenden Natursteinfassade fertiggestellt, aber als verkürzter Winkel. Erst 2015 erfolgte seine Ergänzung durch ein Bürogebäude. Durch die Fertigstellung 2016 eines bis zum Brühl reichenden Hotels ist die westliche Seite der Reichsstraße nun wieder voll bebaut. Die Reichsstraße bildet die östliche Grenze des neu entstandenen Museumsquartiers. Im ehemaligen Brühlpelz-Hochhaus ist im Januar 2017 die Eröffnung eines Vier-Sterne-Hotels angekündigt worden, die aber nicht erfolgt ist. In dem ehemals zum Hochhaus gehörenden etwas zurückgesetzten Saalbau befindet sich ein Restaurant (Leo’s Brasserie).
Mit der Neugestaltung erhielt die Reichsstraße erstmals seit ihrem Bestehen eine Baumbepflanzung: acht Winterlinden vor dem Wohnkarree (2001), zwölf Kaiserlinden (2002) gegenüber der Museumsrandbebauung und fünf Platanen (1998) vor Leo’s Brasserie.